# Sám mezi všemi
Sám mezi všemi (v originále Nichts mehr wie vorher) je německý televizní film z roku 2013 produkovaný společností Zeitsprung Picture pro Sat.1. Snímek měl premiéru dne 2013.

## Děj
Jedenáctiletý Fabian byl zneužit a zavražděn. Protože očití svědci poblíž místa činu viděli 16letého Daniela Gudermanna, chce ho policie vyslechnout. Když policie zazvoní u dveří Gudermannových a chce s ním mluvit, Daniel se pokusí utéct. Je tedy zatčen, což jeden ze spolužáků natočí na video, které umístí na internet. Občané malého města mají hned jasno: Daniel musí být vrah. Začíná pomlouvačná kampaň proti němu, jeho rodičům Claudii a Ulliovi a jeho sourozencům Emmě a Theovi. Velitel kriminálního oddělení Udo Mathias vede vyšetřování navzdory tlaku obyvatelstva a médií. Mladá vrchní inspektorka Leonie Ahrensová chce naopak rychle usvědčit Daniela jako pachatele.
Zatímco matka Daniela brání zuby nehty a věří v jeho nevinu, otec ho začne podezřívat – zvláště poté, co v Danielově notebooku najde stránku pro gaye. Dosavadní život rodiny je rozvrácen. Během dalšího pátrání se ukáže, že Daniel je nevinný. Nové stopy dovedou policii ke skutečnému pachateli.

## Obsazení
| Jonas Nay              | Daniel Gudermann         |
| Annette Frier          | Claudia Gudermann        |
| Götz Schubert          | Ulli Gudermann           |
| Elisa Schlott          | Emma Gudermann           |
| Jonathan Jakobsson     | Theo Gudermann           |
| Bernadette Heerwagen   | Leonie Ahrens            |
| Thomas Sarbacher       | Udo Mathias              |
| Gerrit Klein           | Sven                     |
| Jan-David Bürger       | Tim                      |
| Robert Dölle           | advokát Grossmann        |
| Nathalie Lucia Hahnen  | Steffi                   |
| Roman Haubner          | Tobias Sauer             |
| Alexandra von Schwerin | státní zástupkyně Lüders |